# Росунда (стадіон)
Стадіон «Росунда» (швед. Råsunda fotbollsstadion) — колишній футбольний стадіон у комуні Сольна, Стокгольм, Швеція, до 2012 року — національна футбольна арена країни.
Стадіон побудований та відкритий 1937 року. На офіційному відкритті 18 квітня 1937 року був присутній король Швеції Густав V. Протягом всього періоду експлуатації стадіон був домашньою ареною ФК «АІК» та головною футбольною ареною Швеції. У 1958 році розширений до 50 000 глядачів у рамках підготовки до Чемпіонату світу з футболу. 1985 року здійснена капітальна реконструкція арени, у ході якої стару західну трибуну було знесено, а на її місці споруджено нову трибуну, де розташувалися ресторан та головний офіс адміністрації стадіону з панорамою поля. Між західною та південною трибунами побудовано багатоповерховий офіс «Dallasskrapan». Над всіма трибунами споруджено дах. У 1990-х роках місткість арени зменшено до 36 600 осіб.
Арена приймала матчі Чемпіонату світу з футболу 1958 року та Чемпіонату світу з футболу серед жінок 1995 року.  
У 2006 році Шведський футбольний союз оприлюднив проект нового стадіону неподалік від «Росунди», який стане новою національно ареною Швеції. 2012 року Сведбанк Арена, згодом перейменована на «Френдз Арена», введена в експлуатацію, після чого стадіон «Росунда» був закритий, а у 2013 році демонтований.  